# Кох, Клара Болеславовна
Кла́ра Болесла́вовна Кох (настоящая фамилия — Кухарж-Кох; 1923—1982) ― российская артистка цирка, акробатка, гимнастка, Заслуженная артистка РСФСР (1958). Сестра Зои Болеславовны и Марты Болеславовны Кох; дочь Болеслава Юзефовича Кухаржа-Коха (1886—1967) — акробата, гимнаста, режиссёра, тренера, изобретателя оригинальной цирковой аппаратуры.

## Биография
Клара Кох родилась 31 марта 1923 года в Уфе.
Вместе с сестрами Мартой и Зоей начала выступать руководством отца Болеслава Кухаржа-Коха как гимнастка на кольцах, затем как акробатка на двойной проволоке. Получила известность после создания аттракционов «Семафор-гигант» (1943 год, сконструирован Б. Ю. Кухаржем-Кохом и «Колесо» (1945 год). В этих номерах Клара изящно, легко и грациозно демонстрировала сложнейшие эквилибристические, акробатические и гимнастические трюки на вращающейся перпендикулярно к арене аппаратуре, помещенной под куполом цирка. 
Клара Кох с 1955 по 1964 год исполняла музыкально-эксцентрический номер вместе с мужем-партнёром Л. В. Гуменюком. В 1965–1981 годах она работала режиссёром московской группы «Цирк на сцене» в Центральной студии циркового искусства, где поставила более 20 номеров в различных жанрах. Гастролировала за рубежом, её успехи принесли славу советскому цирку. Выступала до 1963 года.

## Семья
- Дочь Клары – Татьяна Леонидовна Кох (родилась 11 июля 1954 года в Москве), стала наездницей и иллюзионисткой, Народная артистка Российской Федерации (2002 год).
- Муж дочери ― Юрий Матвеевич Кукес (1951-2020), в цирке работал акробатом, жонглёром и иллюзионистом, Народный артист Российской Федерации(2002).
- Внучка – Мария Юрьевна Кох-Кукес (родилась 30 июля 1979 года в Москве), стала наездницей и иллюзионисткой, с 1992 в Большом Московском цирке на проспекте Вернадского, с 2008 года Мария руководит иллюзионного аттракциона «Лаборатория сумасшедшего профессора».

За большие заслуги в области советского циркового искусства Клара Кох в 1958 году была удостоена почётного звания «Заслуженная артистка РСФСР».
В 1980 году за многолетнюю плодотворную работу в области советского циркового искусства награждена Почётной грамотой Президиума Верховного Совета РСФСР.
Умерла 4 ноября 1982 года в Москве.